# Не послать ли нам… гонца?
«Не послать ли нам… гонца?» — российский фильм 1998 года. Главные роли сыграли Михаил Евдокимов и Лев Дуров. Фильм вышел в кинотеатрах летом 1998 года.

## Сюжет
Фермер Иван Филимонович Дергунов, взявший кредит на развитие хозяйства, прогорает; приставы описывают имущество. Расстроенный Иван в порыве отчаяния выворачивает котёл из банной каменки и топит его в реке; он грозится взорвать собственный дом, чтобы он не достался банку, и узнаёт, что кто-то поджёг один из его арестованных комбайнов. Иван считает виновником соседа-алкоголика Колю, который утром позлорадствовал над описью имущества, а Иван отказал ему в выпивке (за это Коля в отместку показал приставам, где находится комбайн). Иван бьёт соседа по лицу и получает 15 суток административного ареста за самосуд. После отсидки Иван решает добраться до президента, чтобы поговорить с ним о жизни. На своём «Запорожце» он отправляется в дорогу, где с ним происходит множество приключений, показывающие жизнь лихих 90-х.
Сначала Иван подвозит до деревни старика, купившего в городе гроб; видя удивление Ивана покупкой, дед рассказывает ему о том, что даже умереть стало слишком дорого, поэтому он готовится заранее для себя и для жены, потому что в их роду «долго живут».
Вскоре Иван слышит стуки в автомобиле. Он думает, что это стучит двигатель, но стуки издаются в багажнике. Там Иван обнаруживает своего друга Якова, решившего поехать тайком вместе с Иваном и захотевшего отойти в кусты по малой нужде. Яков – душевнобольной, ходит с самодельным подобием винтовки и орденами на рваном пиджаке и общается короткими стандартными фразами («Люба!» «В Москву»! «Руки вверх!» «Яков умный!», «Яков вас всех в тюрьму посадит!», «Кыши-мыши, жареные гвозди» и др).
В это время к Ивану подъезжают странные люди, одетые как милиционеры. Они угощают Ивана пивом, но тут же угрожают написать протокол за вождение в нетрезвом виде и за попытку дать взятку. Им что-то сообщают по рации, и они быстро уезжают. Дальше Иван видит, как эти люди догоняют и расстреливают «Мерседес». Иван понимает, что это были бандиты, спешит на помощь и вытаскивает из упавшего в реку автомобиля хорошо одетого человека по имени Алексей, оказавшегося бизнесменом — «новым русским». Несмотря на известные стереотипы, Алексей оказывается добрым и приятным человеком; он приглашает Ивана и Якова к себе домой, где они обедают и беседуют о бизнесе и о детях, а на прощание дарит Ивану мобильный телефон и приглашает к себе в гости в Москве, где он будет через два дня.
Иван пытается отправить Якова на междугородном автобусе домой, но тот обижается на Ивана и, сделав вид, что сел в автобус, пока Иван разговаривал с водителем, выходит через заднюю дверь. Иван ругает Якова, но ему ничего не остаётся, как взять Якова с собой дальше.
Вскоре Иван и Яков встречают двух солдат рядом со сломавшимся КАМАЗом, один из которых, узнав, что его невеста выходит замуж за другого, отправился в самоволку, но у грузовика сломался мотор. Солдат по имени Заур оказался «лицом кавказской национальности», как он сам сперва представился. Со своей невестой он познакомился в техникуме, где учился до армии. Приехав в деревню, герои выясняют, что инициатором свадьбы была мать невесты. Мать, для которой все люди с Кавказа, независимо от национальности и рода занятий — бандиты, обвиняет Заура в гибели солдат в Чечне, заявляет, что не отдаст свою дочь жить в аул, игнорируя то, что он сам – солдат Российской армии, да и на Кавказе возможно не жил, поскольку учился в местном техникуме. Невеста оборачивается на Заура, расстроенный Заур бросается в лужу, а Иван с помощью подаренного Алексеем телефона дозванивается до командира части и объясняет ситуацию, чтобы солдата не наказывали за самоволку.
Затем Иван заезжает в гости к свояку, который делится радостью — его дочь Нина возвращается домой с музыкального конкурса в Париже, где она завоевала первый приз — 15 000 долларов, а у его «Москвича», как назло, сел аккумулятор. Когда Иван со свояком приезжают на пристань, радость за Нину омрачается тем, что в качестве приза Нина выбрала не деньги, а музыкальный инструмент — новую арфу, чтобы было на чём заниматься в консерватории. По предложению местного алкоголика («Два дня пить не буду! Кепку тоже дарю!») собравшиеся на застолье и импровизированный концерт гости скидываются деньгами, чтобы отправить Нину на другой этап конкурса — в Японию, так как у консерватории на дорогу нет денег.
После того как Иван и Яков столкнулись с дорожными бандитами, переодетыми в милиционеров, при встрече с настоящими милиционерами они ведут себя настороженно (а милиционеры, в свою очередь, приняли их за бандитов). Яков, думая, что это тоже бандиты, достаёт свою «винтовку» и взводит её. Это видит Иван, прыгает на Якова и они падают в кювет. Милиционеры открывают огонь из автоматов в ответ, чудом никого не ранив. Обоих избивают и арестовывают. На допросе Иван сообщает о бандитах, которые обстреляли машину Алексея, и рассказывает о жизни Якова, кем он был, почему сошёл с ума и ходит с «винтовкой» и чужими орденами на одежде (это ордена его сыновей, погибших в Афганистане). Ведущий допрос офицер милиции, у которого тоже погиб сын (в Абхазии), отпускает их.
Затем Иван покупает у торговавшей на обочине женщины автомобильный глушитель для своего односельчанина. Видя дальше по трассе такие же глушители по более низкой цене (их выдали вместо зарплаты на местном заводе), Иван возвращается к женщине и хочет вернуть деньги. Она рассказывает ему про своего сына, погибшего в результате падения с крана, и что теперь она вынуждена кормить сноху и троих внуков. Сжалившись, Иван оставляет глушитель себе и даёт ей ещё денег.
Проезжавший по шоссе самосвал вываливает прямо на дорогу кирпичи. Из разговора на фоне понятно, что виновата в этом была любопытная невеста водителя, который тянул с подачей заявления в ЗАГС (а после случившегося – окончательно раздумал). Иван резко тормозит, и в его «Запорожец» сзади врезается чёрная «Волга». Так Иван знакомится с космонавтом Георгием Гречко. Космонавт помогает отремонтировать машину, показывает Ивану центр подготовки космонавтов в Звёздном городке, а благодаря участию съёмочной группы с ОРТ, пришедших брать у космонавта интервью, Ивану удаётся попасть на телепередачу «Поле чудес» (корреспондент оказывается соседом Леонида Якубовича). Зная о традиции дарить подарки, но ничего не имея, Иван дарит Якубовичу ранее купленный глушитель.
На московской улице Иван встречается с беспризорниками, зарабатывающими мытьём стёкол машин. Там ему приглянулся самый младший из компании — Саша. Иван хотел отругать их вожака за то, что он обижает маленьких, отбирает заработанные деньги, учит их курить и пить, а со взрослыми ведёт себя дерзко и фамильярно, но узнаёт, что все они сироты, живут в подвале, а у лидера компании (чья мать в тюрьме, а отец — в бегах) вдобавок нет одной ноги — по его словам он потерял её, наступив на мину в горячей точке.
При попытке въехать в Кремль напрямую через Спасские ворота Ивана арестовывают и помещают в психиатрическую больницу, где в палате тот встречает троих сумасшедших — первый - внешне похожий на Бориса Ельцина - воображает себя Борисом Ельциным, носит костюм и копирует интонацию, обещает провести новую Перестройку и жалуется, что его заперли здесь, а власть в Кремле захватили какие-то бандиты; второй считает себя известным режиссёром и говорит, что именно он снял «Иронию судьбы», «Мимино», «Белое солнце пустыни», «Земляничную поляну», «Ночи Кабирии», «Весёлых ребят» и так далее; третий просто молчит и монотонно раскачивается взад-вперёд. Поняв, куда он попал, Иван колотит кулаками по двери и требует, чтобы его немедленно выпустили.
Яков, которого Иван просил остаться в багажнике «Запорожца», вылезает из багажника на спецстоянке ГАИ, дозванивается по телефону Алексею и ударяет по голове мойщика машин, попытавшегося отобрать телефон. Алексей просит Якова не класть трубку, затем освобождает Ивана и ведёт их с Яковом в ресторан со стриптизом, где знакомит с проститутками, и они идут в гостиницу. Растерянный Иван, войдя в номер с Викой и не зная, что делать, предлагает съесть яблоко и посмотреть телевизор. В свою очередь, девушка оказывается удивлена скованным поведением «клиента», которого она приняла за нефтяного магната. Они выпивают шампанского за знакомство. В номер прорывается Яков, Иван представляет его Вике. Вика танцует с Яковом всю ночь, а позже признаётся, что завидует ему.
Утром в номер является сотрудник Администрации Президента и говорит о том, что Ельцин, который в данный момент находится за рубежом, слышал о попытке проехать в Кремль и готов встретиться с Иваном через 2-3 недели, когда вернётся в Москву, пообещав проезд и размещение за счёт государства. Иван уезжает, спеша к дню рождения жены Любы. Он подбирает беспризорника Сашу с намерением его усыновить, после чего вместе с ним и Яковом возвращается домой, чтобы начать жизнь «с чистого листа».

## В ролях
| Актёр                | Роль                                               |
| -------------------- | -------------------------------------------------- |
| Михаил Евдокимов     | Иван Филимонович Дергунов                          |
| Лев Дуров            | душевнобольной друг Ивана Яков                     |
| Ирина Розанова       | Любовь (Люба) Дергунова                            |
| Николай Руманов      | сосед-алкоголик Коля (озвучивает Александр Рыжков) |
| Сергей Гармаш        | тракторист (в титрах не указан)                    |
| Николай Трофимов     | старик с гробом                                    |
| Галина Дёмина        | супруга старика с гробом Глафира                   |
| Борис Каморзин       | милиционер                                         |
| Андрей Николаев      | старший «милицейского патруля»                     |
| Дмитрий Павленко     | молодой милиционер                                 |
| Юрий Дуванов         | новый русский Алексей                              |
| Магомед Льянов       | Заур                                               |
| Максим Коновалов     | сослуживец Заура                                   |
| Анна Евдокимова      | невеста Заура                                      |
| Раиса Рязанова       | мама невесты                                       |
| Иван Бортник         | свояк Серёга                                       |
| Екатерина Нецветаева | Нина-арфистка                                      |
| Любовь Соколова      | старуха с глушителями                              |
| Георгий Гречко       | камео                                              |
| Валерий Чиков        | корреспондент с ОРТ                                |
| Леонид Якубович      | камео                                              |
| Ольга Будина         | девушка по вызову Вика                             |

- Постановщик трюков: Сергей Воробьёв

## Производство
Съёмки фильма проходили в Тверской, Ярославской, Московской, Владимирской областях. По словам режиссёра, несмотря на то, что главный герой из Вологды, авторы не стали воспроизводить узнаваемый вологодский говор, побоявшись сфальшивить.

## Влияние
В 2016 году будущий депутат думы города Бийска Евгений Корчагин устроил политическую акцию по мотивам фильма. Он поехал на «Запорожце» из Бийска в Москву и попытался попасть на приём к президенту Владимиру Путину. Впоследствии Евгений Корчагин получил депутатский мандат, потеснив в своём избирательном округе действующего главу города, единороса Лидию Громогласову.